# فنون ماهیگیری

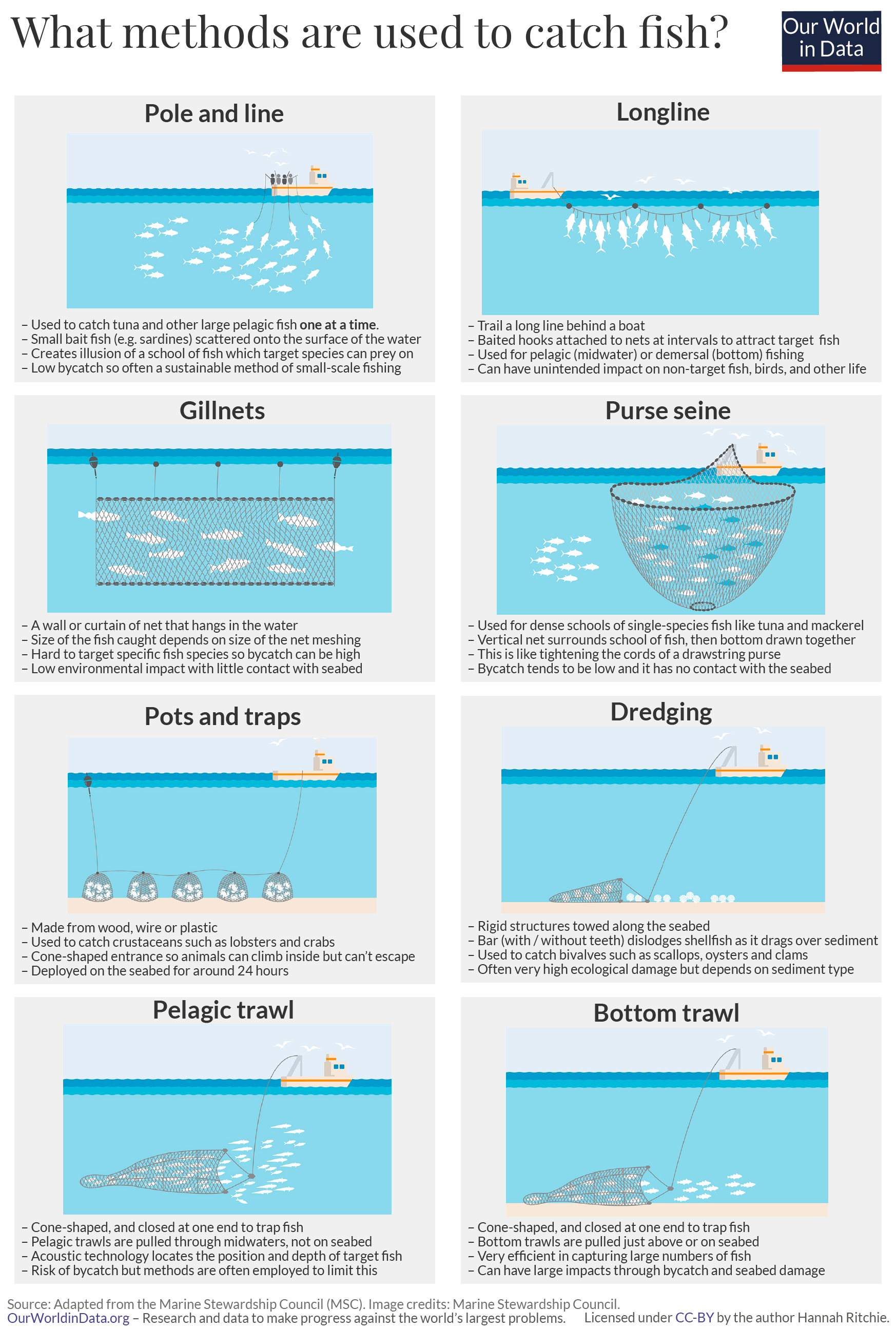
تکنیک‌های اصلی ماهیگیری

صید ماهی وحشی بر اساس نوع تور در سطح جهان. در میان تکنیک‌های اصلی ماهیگیری، ترال کف یک روش نابودکننده است.

فنون ماهیگیری یا روش‌های ماهیگیری (به انگلیسی: Fishing techniques) روش‌هایی برای صید ماهی هستند. این اصطلاح همچنین ممکن است به روش‌هایی برای صید دیگر جانوران آبزی مانند نرم‌تنان (صدفان، ماهی مرکب، هشت‌پا) و بی‌مهرگان دریایی خوراکی گفته شود.
فنون ماهیگیری شامل جمع‌آوری دستی، نیزه ماهیگیری، توری کردن، ماهیگیری و به دام انداختن است. ماهیگیران تفریحی، تجاری و صنایع دستی از تکنیک‌های متفاوتی استفاده می‌کنند و گاهی نیز از تکنیک‌های مشابهی استفاده می‌کنند. ماهیگیران تفریحی برای تفریح یا ورزش ماهی می‌گیرند، در حالی که ماهیگیران تجاری برای سود. ماهیگیران صنعتگر از روش‌های سنتی و با تکنولوژی پایین برای بقا در کشورهای در حال توسعه و به عنوان میراث فرهنگی در کشورهای دیگر استفاده می‌کنند. بیشتر ماهیگیران تفریحی از شیوه‌های ماهیگیری و ماهیگیران تجاری از روش‌های تورگذاری استفاده می‌کنند.